# Zakk Cervini
Zakk Cervini (Monroe, Connecticut; 2 de junio de 1993) es un productor discográfico, productor vocal, compositor e ingeniero de mezclas estadounidense. El trabajo de Cervini incluye colaboraciones con Simple Plan, Limp Bizkit, Blink-182, All Time Low, Machine Gun Kelly, Yungblud, Bring Me the Horizon, 5 Seconds of Summer, Avicii, Halsey, Good Charlotte, Grimes, Bishop Briggs, Poppy, Architects, Waterparks y Sleeping with Sirens.
Su trabajo en California de Blink-182 le valió su primera nominación al Grammy por Mejor Álbum de Rock en la 59.ª edición de los Premios Grammy.

## Carrera
Cervini comenzó a tomar lecciones de guitarra a los 9 años y usó sus habilidades para escribir y producir para bandas de hardcore/punk de Nueva Inglaterra a finales de la década de 2000. En 2013, Cervini se mudó a Los Ángeles, California. Muchas de sus producciones/mezclas comenzaron a ganar popularidad y firmó con la gerencia de MDDN en 2018. Zakk trabaja principalmente en los estudios de MDDN en Burbank.
Zakk trabaja principalmente en rock, pop y hip hop utilizando guitarras y teclados junto con software de producción con complementos personalizados.

## Lista de álbumes producidos
- Chasing Ghosts – The Amity Affliction (2012)
- Sports – Modern Baseball (2012)
- Earth Rocker – Clutch (2013)
- Singularity – Northlane (2013)
- 5 Seconds of Summer by 5 Seconds of Summer (2014)
- "The Nights" – Avicii (2014)
- "In Between" – Beartooth (Sencillo)
- 35xxxv – One OK Rock (2015)
- Disobedient – Stick To Your Guns (2015)
- Future Hearts – All Time Low (2015)
- Madness – Sleeping With Sirens (2015)
- Sounds Good Feels Good – 5 Seconds of Summer (2015)
- The Shadow Side – Andy Black (2016)
- Aggressive – Beartooth (2016)
- California – Blink 182 (2016)
- Youth Authority – Good Charlotte (2016)
- Ambitions – One OK Rock (2017)
- Cities in Search of a Heart – The Movielife (2017)[3]
- Mosaic – 311 (2017)
- Mis•an•thrope – DED (2017)
- The Knife – Goldfinger (2017)
- Awful Things – Good Charlotte (2018) (Sencillo)
- Summer Is a Curse – The Faim (2018)
- Disease – Beartooth (2018)
- Generation Rx – Good Charlotte (2018)
- Vale – Black Veil Brides (2018)
- "We Appreciate Power" – Grimes feat. Hana Pestle (2018) (Sencillo)
- In Our Wake – Atreyu (2018)
- Am I a Girl?– Poppy (2018)
- "11 Minutes"– Yungblud feat. Halsey & Travis Barker (2019) (Sencillo)
- Bloodlust– Nothing,Nowhere (2019)
- Champion – Bishop Briggs (2019)
- The Underrated Youth by Yungblud (2019)
- "I Think I'm Okay" by Machine Gun Kelly feat. Yungblud & Travis Barker (2019) (Sencillo)
- How It Feels to Be Lost – Sleeping with Sirens (2019)
- "Loner" – Yungblud (2019) (Sencillo)
- Strength in Numb333rs – Fever 333 (2019)
- Nine – Blink-182 (2019)
- Fandom – Waterparks (2019)
- Strange Love – Simple Creatures (2019)[4]
- Everything Opposite – Simple Creatures (2019)
- "Time in a Bottle" de Fast & Furious Presents: Hobbs & Shaw – Yungblud (2019) (Banda sonora)
- "Bad Guy" – The Interrupters (2019)
- Meet You There Tour Live – 5 Seconds of Summer (2019)
- Proxy: An A.N.I.M.O. Story – Being as an Ocean (2019)
- bandaids – Keshi (2020)
- I Disagree – Poppy (2020)
- The Bastards – Palaye Royale (2020)
- All Distortions Are Intentional – Neck Deep (2020)
- Wake Up, Sunshine – All Time Low (2020)[5][6]
- Weird! – Yungblud (2020)
- Tickets to My Downfall – Machine Gun Kelly (2020)
- Post Human: Survival Horror – Bring Me the Horizon (2020)
- For Those That Wish to Exist – Architects (2021)
- Greatest Hits – Waterparks (2021)
- "Shed My Skin" – Within Temptation feat. Annisokay (2021)
- None of the Above – Structures
- Still Sucks – Limp Bizkit (2021)
- "Bad Life" – Sigrid y Bring Me the Horizon (2022)
- The Death of Peace of Mind – Bad Omens (2022)
- Harder Than It Looks – Simple Plan (2022)
- Scoring the End of the World – Motionless in White (2022)
- Reaching Hypercritical – Palisade (2022)
- Vaxis – Act II: A Window of the Waking Mind – Coheed and Cambria (2022)
- "Miracle" – A Day to Remember (2022) (Sencillo)
- Hotel Kalifornia – Hollywood Undead (2022)
- Unwanted – Pale Waves (2022)
- Darker Still – Parkway Drive (2022)
- Complete Collapse – Sleeping With Sirens (2022)
- The Classic Symptoms of a Broken Spirit – Architects (2022)